# ФК Будућност Прва Кутина
ФК Будућност је фудбалски клуб из Прве Кутине који се такмичи у Првој Нишкој лиги.
Грб Будућности из Прве Кутине је сличан грбу Будућности из Подгорице, тренутно члана Прве Црногорске лиге. Разлика је у томе што српски клуб има само плаву основу.